# ورزشگاه باریکادیمی
ورزشگاه باریکادیمی (به لاتین: Barikadimy Stadium) یک ورزشگاه در ماداگاسکار است که در تواماسینا واقع شده‌است.